# Comitatul Barron, Wisconsin
Comitatul Barron (engleză Barron  County) este unul din cele 72 comitate ale statului american  Wisconsin.  Sediul comitatului este localitatea omonimă, Barron. Conform recensământului din anul 2000, populația sa a fost 44.963 de locuitori.

## Demografie
|  | Graficele sunt indisponibile din cauza unor probleme tehnice. Mai multe informații se găsesc la Phabricator și la wiki-ul MediaWiki. |

Date: Wikidata - grafică realizată de Wikipedia